# 布兰福德 (佛罗里达州)
布兰福德（英語：Branford）是美国佛罗里达州薩旺尼縣下属的一座城镇。建立于1915年。面积约为2.1平方公里（约合0.8平方英里）。根据2020年美國人口普查，该市有人口711人。论人口在本州排行第349。